# Truyện cổ tích
Cổ tích, còn có tên là đồng thoại hay truyện thần tiên, là một thể loại văn học được tác giả dân gian sáng tác có xu thế hư cấu, bao gồm cổ tích thần kỳ, cổ tích thế sự, cổ tích phiêu lưu và cổ tích loài vật. Đây là loại truyện ngắn, chủ yếu kể về các nhân vật dân gian hư cấu, như tiên, yêu tinh, thần tiên, quỷ, người lùn, người khổng lồ, người cá, hay thần giữ của, và thường là có phép thuật, hay bùa mê.

## Đặc trưng
Truyện cổ tích có thể được phân biệt với các thể loại văn học dân giả khác như truyền thuyết (thường liên quan đến niềm tin vào tính xác thực của các sự kiện được mô tả), thần thoại, cũng như các câu chuyện về bài học đạo đức như truyện ngụ ngôn về động vật.
Sự khác biệt cơ bản với các loại truyện khác ở phương diện người kể chuyện kể lại nó và người nghe thì tiếp nhận trước hết như một sự hư cấu thẩm mỹ, một trò chơi của trí tưởng tượng. Bên cạnh yếu tố hư cấu, tưởng tượng như một đặc điểm chủ yếu của thể loại, truyện cổ tích vẫn bộc lộ sự liên hệ với đời sống hiện thực, thông qua những đặc điểm về nội dung, ngôn ngữ, tính chất của cốt truyện, motip, hình tượng nghệ thuật v.v. Nhiều truyện cổ tích xuất xứ từ xa xưa phản ánh được các quan hệ xã hội nguyên thủy và các biểu tượng, tín ngưỡng vật tổ, tín ngưỡng vạn vật hữu linh. Trong khi đó, các truyện cổ tích hình thành giai đoạn muộn hơn, như thời phong kiến, thường có những hình tượng vua, hoàng hậu, hoàng tử, công chúa. Sang thời tư bản chủ nghĩa, truyện cổ tích thường chú ý hơn đến thương nhân, tiền bạc  và các quan hệ xã hội liên quan đến mua bán, đổi chác, sự tương phản giàu nghèo v.v.
Về nội dung tư tưởng, truyện cổ tích thường mang tinh thần lạc quan, có hậu, trong đó kết thúc truyện bao giờ cái thiện cũng chiến thắng hoặc được tôn vinh, cái ác bị tiễu trừ hoặc bị chế giễu. Là một thể loại truyền miệng, truyện cổ tích thường có nhiều dị bản. Sự dị bản hóa tác phẩm có thể được nhìn nhận do các dân tộc trên thế giới có những điểm chung nhất về văn hóa, lịch sử, sinh hoạt, lối sống; đồng thời cũng có những đặc điểm riêng trong nếp sống, đặc điểm lao động, sinh hoạt, điều kiện tự nhiên tùy từng dân tộc. Thêm vào đó những người kể truyện cổ tích thường mang vào các truyện họ kể những nét cá tính riêng, sự thêm thắt nội dung theo những ý đồ nhất định. Bắt đầu câu chuyện thường có câu mở màn "Ngày xửa ngày xưa". Đôi khi, kết thúc có hậu như một đặc trưng của truyện cổ tích (với câu kết là: "... và họ sống hạnh phúc mãi mãi về sau") cũng khiến khái niệm cổ tích trong tiếng Việt được tính từ hóa, mà những phát ngôn sau là ví dụ: cứ như cổ tích, đúng là cổ tích!

### Hình thức

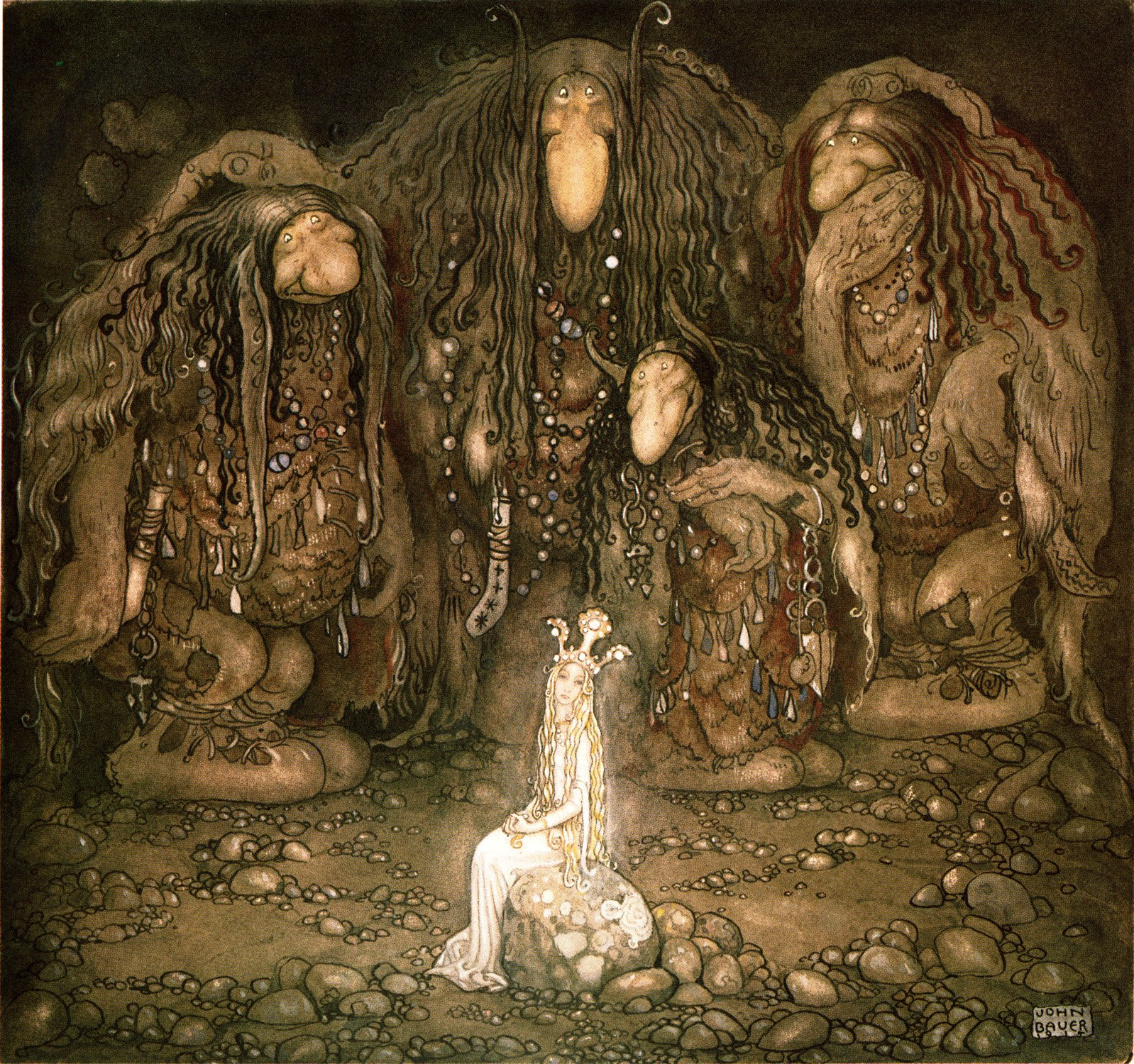
Tranh minh họa của John Bauer về một câu chuyện cổ tích Thụy Điển.

Tùy thuộc vào đề tài của tác phẩm, truyện cổ tích có thể được chia ra:
- Cổ tích thần kỳ: Truyện cổ tích thần kỳ giai đoạn đầu thường gắn với thần thoại và có ý nghĩa ma thuật. Có thể bắt gặp các đề tài như dũng sĩ diệt trăn tinh (rắn, rồng v.v.) cứu người đẹp; quan hệ dì ghẻ và con riêng; đoạt báu vật thần thông; người con gái đội lốt thú kỳ dị bí mật giúp đỡ chồng; v.v.
- Cổ tích sinh hoạt; Truyện cổ tích phiêu lưu thường trình bày các cuộc phiêu lưu kỳ lạ của nhân vật chính, và việc giải thích các cuộc phiêu lưu này thường mang tính giả tưởng.
- Cổ tích loài vật: Có nhân vật chính là các loài vật hay muôn loài với thủ pháp nhân hóa, truyện cổ tích loài vật là một trong những thể loại truyện cổ tích phổ biến nhất, có ở hầu hết các dân tộc trên thế giới. Nhiều tác phẩm trong số đó xuất xứ từ giai đoạn xã hội chưa phân chia giai cấp, còn gắn với tín ngưỡng vật tổ. Truyện cổ tích loài vật, theo thời gian, dần dần mất đi tính chất thần thoại và ma thuật, tiệm cận với thể loại truyện ngụ ngôn giáo huấn ở giai đoạn về sau.
- Thể loại khác: Ngoài 3 nhóm truyện cổ tích nói trên, có thể bắt gặp các truyện bịa, tức loại cổ tích mang tính chơi khăm, quấy đảo, trêu chọc, lường gạt và vu vơ.

### Bản chất
Truyện cổ tích lúc nào cũng khuyên nhủ, dạy bảo con người dưới hình thức lí thú và nhiều khi ngụ ý một cách bóng bẩy.
Truyện cổ tích ca ngợi và bênh vực cho đạo đức con người thông qua nhân vật lí tưởng/kiểu mẫu. Nhân vật lí tưởng thường bao giờ cũng là người tài năng và có nhân cách vượt trội song là những con người nhỏ bé, số phận bất hạnh. Nhân vật lí tưởng mang đạo đức, tài năng của nhân dân, những giá trị đạo đức được thừa nhận nên họ nhận được sự giúp đỡ từ các thế lực thần kì. Nhân vật lí tưởng thường được các lực lượng thần kì thử thách về đạo đức và tài năng. Chính sự thử thách này là thước đo đánh giá nhân vật đồng thời tạo nên tình huống truyện. Ví dụ như các nhân vật được thử thách lòng tốt, sự trung thực, không tham lam: Cây khế; Sự tích con khỉ,…
Để làm nổi bật phẩm chất của nhân vật lí tưởng, truyện cổ tích thường xây dựng cốt truyện của hai tuyến thiện – ác, tốt – xấu, người anh – người em, hay nhân vật giả mạo,… Từ sự đối lập để từ đó làm nổi bật lên nhân phẩm và tài năng của nhân vật.
Nhân vật lí tưởng thường nhận được phần thưởng bởi đạo đức và tài năng. Nhân vật phản diện ở tuyến đối lập không nhận được thưởng, trái lại còn bị trừng phạt: người anh trong Cây khế (Việt Nam) bị ngã xuống biển chết bởi lòng tham lam, Lí Thông trong truyện Thạch Sanh (Việt Nam) bị sét đánh chết vì gian dối, giả mạo…

### Liên hệ
Ranh giới cổ tích và thần thoại khá mơ hồ, mà đa số nghiên cứu đều cho cổ tích phát xuất từ thần thoại. Những truyện cổ tích đầu tiên bộc lộ sự liên hệ về cốt truyện đối với các thần thoại, nghi lễ và các tập tục của bộ lạc nguyên thủy. Đó là các mô tip đặc trưng cho thần thoại tô tem (tín ngưỡng vật tổ) phản ánh trong loại truyện cổ tích loài vật; là sự kết hôn giữa những sinh thể kỳ dị, tạm thời bỏ lốt thú để mang mặt người, như người vợ (và những dị bản truyện cổ tích muộn hơn là người chồng), để giúp đỡ bạn đời của mình một cách bí mật thường bắt gặp trong truyện cổ tích thần kỳ; là việc đi tới những thế giới khác để giải thoát tù nhân, có sự tương đồng với những thần thoại và truyền thuyết nói về các phiêu du của những saman (pháp sư) trong truyện cổ tích phiêu lưu v.v.
Những thần thoại có cơ sở nghi lễ hoặc vốn là một phần của lễ thức có thể biến đổi thành truyện cổ tích, do sự đứt gãy những liên hệ trực tiếp của các thần thoại đó với sinh hoạt của bộ lạc. Việc bãi bỏ sự hạn chế đối tượng có thể kể lại thần thoại, việc cho phép cả phụ nữ và trẻ em (những người không hành lễ) được kể thần thoại đã dẫn đến sự phi thần thoại hóa nguyên bản và cổ tích hóa thần thoại: sự từ bỏ, có thể không cố ý, các yếu tố linh thiêng và thay vào đó là những nội dung hấp dẫn khác, như quan hệ gia đình của các nhân vật, những chuyện đánh lộn, cãi cọ của họ v.v. đã thay đổi thần thoại cổ sơ thành cổ tích.

## Nghiên cứu
Những nhà nghiên cứu và sưu tầm văn học dân gian từ thế kỷ 19 ở Đức, thuộc trường phái thần thoại học, như Schelling, anh em nhà Schlegel, anh em nhà Grimm xem truyện cổ tích là "những mảnh vỡ của thần thoại cổ". Các nhà nghiên cứu so sánh chú ý đến sự trùng hợp các sơ đồ cốt truyện và motip riêng lẻ trong truyện cổ tích của các dân tộc khác nhau.
Bên cạnh đó, những người theo trường phái nhân loại học (hay còn gọi là tiến hóa luận) ở Anh nửa sau thế kỷ 19, như E. Tylor, A. Lang, J. Frazer xây dựng lý thuyết về cơ sở thế sự và tâm lý của cái mà họ gọi là "các cốt truyện tự sinh của truyện cổ tích", nhấn mạnh rằng truyện cổ tích trùng hợp đồng thời với sự tồn tại của hoang dã. Theo trường phái thần tượng học mà đại biểu là Mar Müller, Gaston Paris, Angelo de Gubarnatic, trong cổ tích có sự lan truyền của thần bí cổ đại, thần thoại về mặt trời, thần thoại về bình minh. Trường phái văn hóa với các đại biểu như Benfey, Consquin lại đi tìm nguồn gốc cổ tích dân gian ở Ấn Độ. Bên cạnh đó, trường phái nghi thức chủ nghĩa gồm nhiều các nhà bác học Anh cho rằng cổ tích là những nghi thức cổ truyền còn tồn tại dấu vết đến ngày nay.
Nhà nghiên cứu Lazăn Săireanu người Rumani phân loại truyện cổ tích của các dân tộc Roman nói chung và truyện cổ tích Rumani nói riêng thành hai nhánh chính là truyện thần thoại hoang đường và truyện tâm lý. Trong mỗi nhánh ông lại phân chia thành nhiều ngành và dưới các ngành lại là các thể loại, các kiểu, chẳng hạn ngành "ba anh em trai", gồm kiểu anh em sinh đôi và kiểu anh em kết nghĩa; ngành "đàn bà trong lốt cây cỏ", ngành "thú vật trả nghĩa" v.v.

### Tư liệu
- Mục từ Truyện cổ tích trong 150 thuật ngữ văn học, Lại Nguyên Ân biên soạn, Nhà xuất bản Đại học Quốc gia Hà Nội, H. 2003. Từ trang 349 đến trang 359.
- E. M. Mê-lê-chin-xki, phần Dẫn luận, trong Nhân vật trong truyện cổ tích hoang đường, Nguyễn Văn Giao và Phan Hồng Giang dịch, Nhà xuất bản Văn hóa phương Đông, M. 1958.
- Arturn Gorvei, phần Cổ tích, truyền thuyết và hoang đường, trong Những khái niệm về văn hóa dân gian; T. 1, Lê Đình Cúc dịch từ cuốn "Văn học dân gian" Bucarét, Minerva 1976 (Litetura populară, Editura Minerna, Bucareşti 1976).